# ناصر نورائي
ناصر نورائي (بالفارسية: ناصر نورایی) ، من مواليد 16 يونيو 1954 في إيران، لاعب كرة قدم إيراني سابق، وقد لعب مع نادي هوما حتى عام 1981، وعام 1981 انتقل إلى نادي بيروسبيلوس حتى عام 1984 ، كما لعب مع منتخب إيران لكرة القدم بين عامي 1976 و1978، وحقق هداف كأس آسيا سنة 1976م.